# Lejîne (Natalivka), Zaporijjea
Lejîne (în ucraineană Лежине) este un sat în comuna Natalivka din raionul Zaporijjea, regiunea Zaporijjea, Ucraina.

## Demografie
Componența lingvistică a localității Lejîne
     Ucraineană (85,36%)
     Rusă (14,1%)
     Alte limbi (0,42%)
Conform recensământului din 2001, majoritatea populației localității Lejîne era vorbitoare de ucraineană (85,36%), existând în minoritate și vorbitori de rusă (14,1%).